# Гаїку-Повела (Гаваї)
Гаїку-Повела (англ. Haiku-Pauwela) — переписна місцевість (CDP) в США, в окрузі Мауї штату Гаваї. Населення — 8595 осіб (2020).

## Географія
Гаїку-Повела розташований за координатами 20°55′15″ пн. ш. 156°18′7″ зх. д. / 20.92083° пн. ш. 156.30194° зх. д. (20.920874, -156.301873).  За даними Бюро перепису населення США в 2010 році переписна місцевість мала площу 49,64 км², з яких 40,87 км² — суходіл та 8,77 км² — водойми.

## Демографія
Згідно з переписом 2010 року, у переписній місцевості мешкало 8118 осіб у 3119 домогосподарствах у складі 1959 родин. Густота населення становила 164 особи/км².  Було 3400 помешкань (68/км²).
Расовий склад населення:
| - 59,4 % — білих - 8,1 % — азіатів - 7,1 % — вихідців з тихоокеанських островів - 0,5 % — корінних американців - 0,3 % — чорних або афроамериканців - 1,1 % — осіб інших рас |

До двох чи більше рас належало 23,4 %. Частка іспаномовних становила 11,0 % від усіх жителів.
За віковим діапазоном населення розподілялося таким чином: 23,0 % — особи молодші 18 років, 68,0 % — особи у віці 18—64 років, 9,0 % — особи у віці 65 років та старші. Медіана віку мешканця становила 39,6 року. На 100 осіб жіночої статі у переписній місцевості припадало 105,4 чоловіків;  на 100 жінок у віці від 18 років та старших — 103,2 чоловіків також старших 18 років.
Середній дохід на одне домашнє господарство  становив 96 133 долари США (медіана — 64 467), а середній дохід на одну сім'ю — 117 488 доларів (медіана — 80 681). Медіана доходів становила 45 234 долари для чоловіків та 42 483 долари для жінок. За межею бідності перебувало 10,2 % осіб, у тому числі 14,0 % дітей у віці до 18 років та 7,5 % осіб у віці 65 років та старших.
Цивільне працевлаштоване населення становило 3918 осіб. Основні галузі зайнятості: освіта, охорона здоров'я та соціальна допомога — 24,6 %, науковці, спеціалісти, менеджери — 13,0 %, будівництво — 11,8 %, мистецтво, розваги та відпочинок — 10,8 %.